# Санкт-Антон-ім-Монтафон
Санкт-Антон-ім-Монтафон (нім. Sankt Anton im Montafon) — містечко й громада округу Блуденц в землі Форарльберг, Австрія.
Санкт-Антон-ім-Монтафон лежить на висоті 651 м над рівнем моря і займає площу  3,42 км². Громада налічує 751 мешканців. 
Густота населення 220/км².  
Громада розміщена в долині Монтафон.
Округ Блуденц лежить на півдні Фаральбергу і межує зі Швейцарією. Місцеве  населення, як і мешканці всього Форальбергу, розмовляє алеманським діалектом німецької мови, а тому ближче до швейцарців, ніж до населення більшої частини Австрії, яке розмовляє баварсько-австрійським діалектом. Основною індустрією Форальбергу є спортивний туризм, і кожен населений пункт має розвинуту інфраструктуру: транспорт, готелі тощо.     
|                                                  |
| Санкт-Антон-ім-Монтафон на мапі округу та землі. |

Адреса управління громади: Hnr. 124, 6771 Sankt Anton im Montafon. 
У громаді є дитячий садок і початкова школа. 

## Демографія
Історична динаміка населення міста за даними сайту Statistik Austria